# St. Konrad (Ingolstadt)

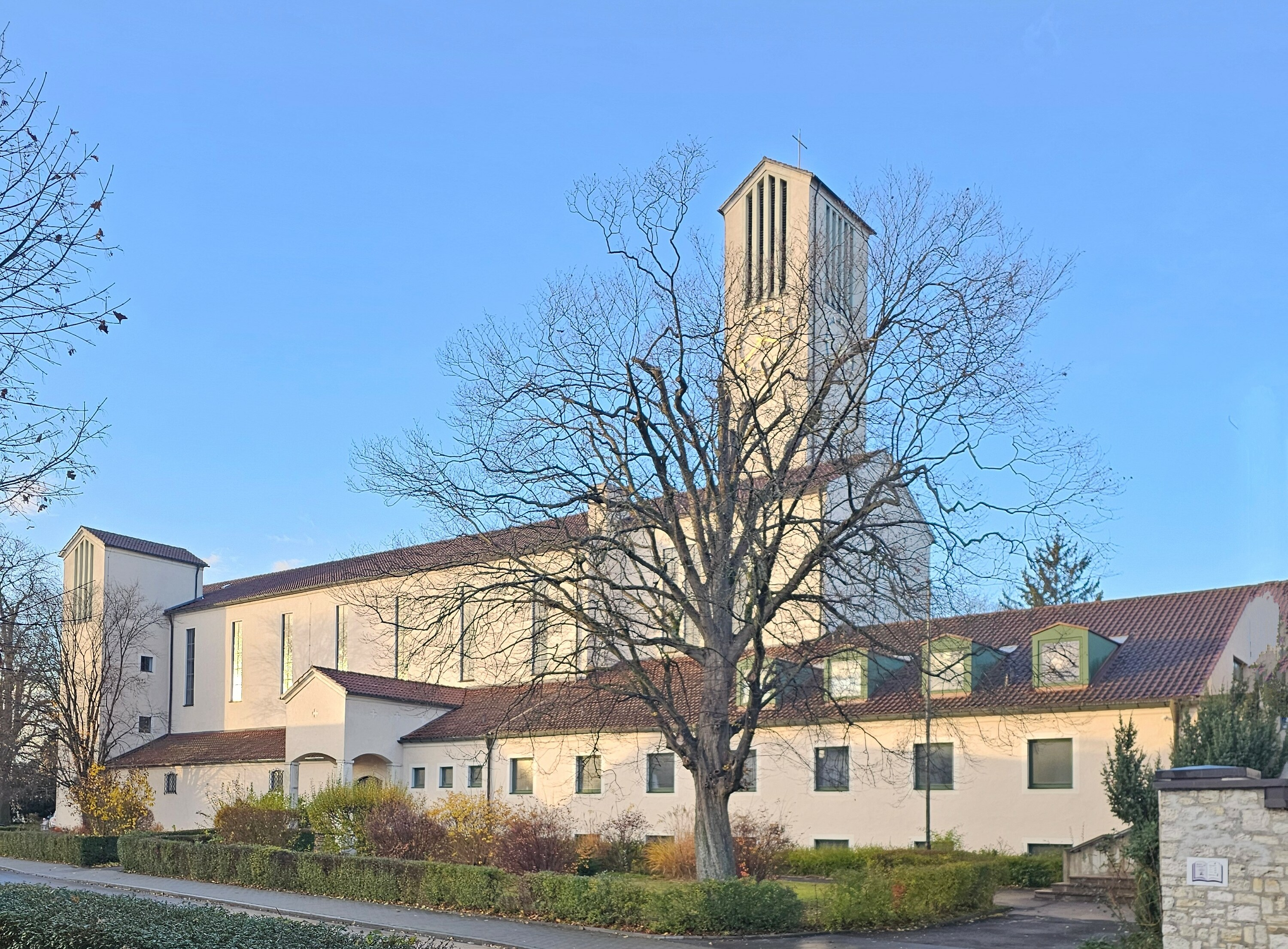
St. Konrad, Seitenansicht

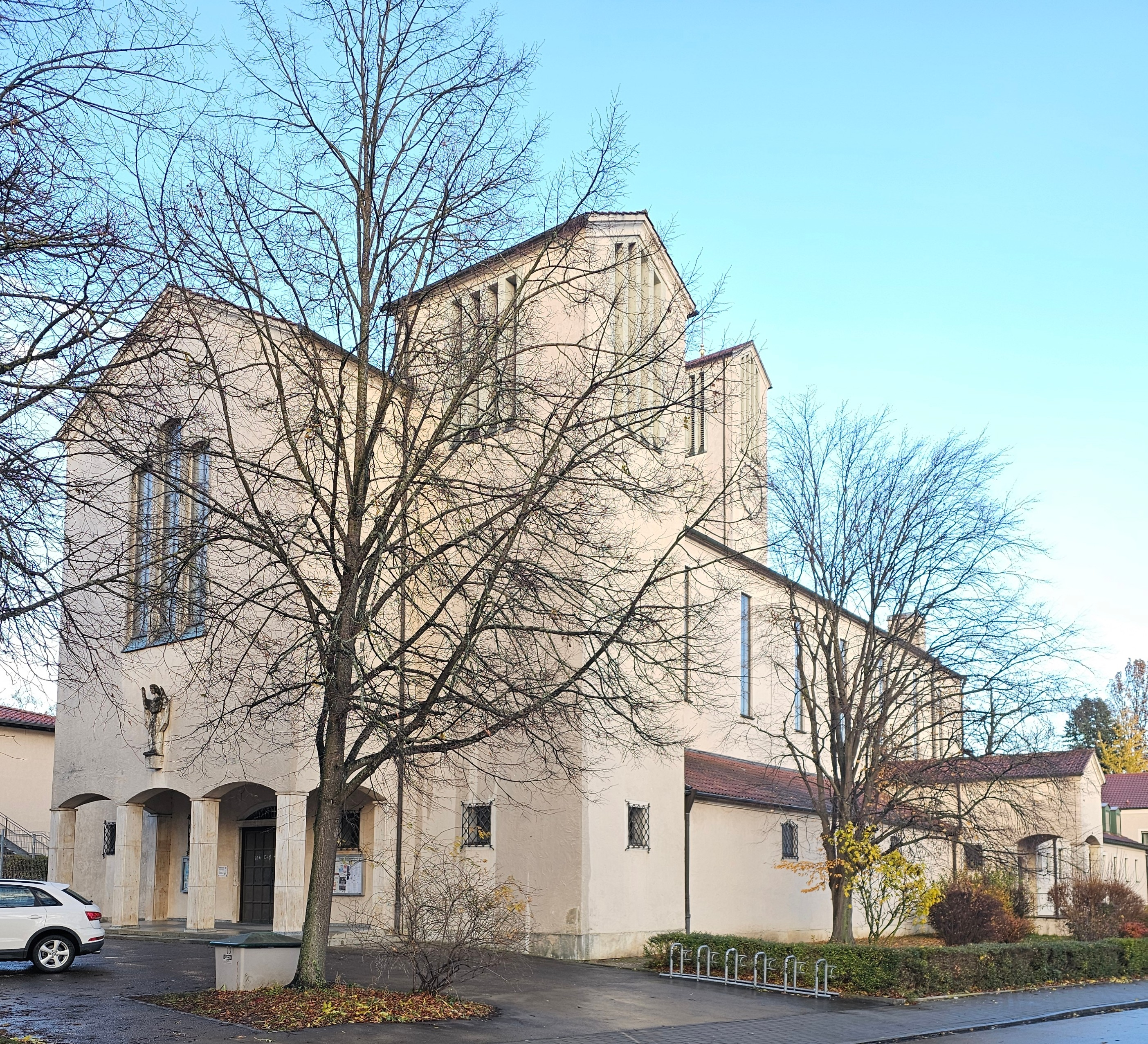
St. Konrad, Eingang

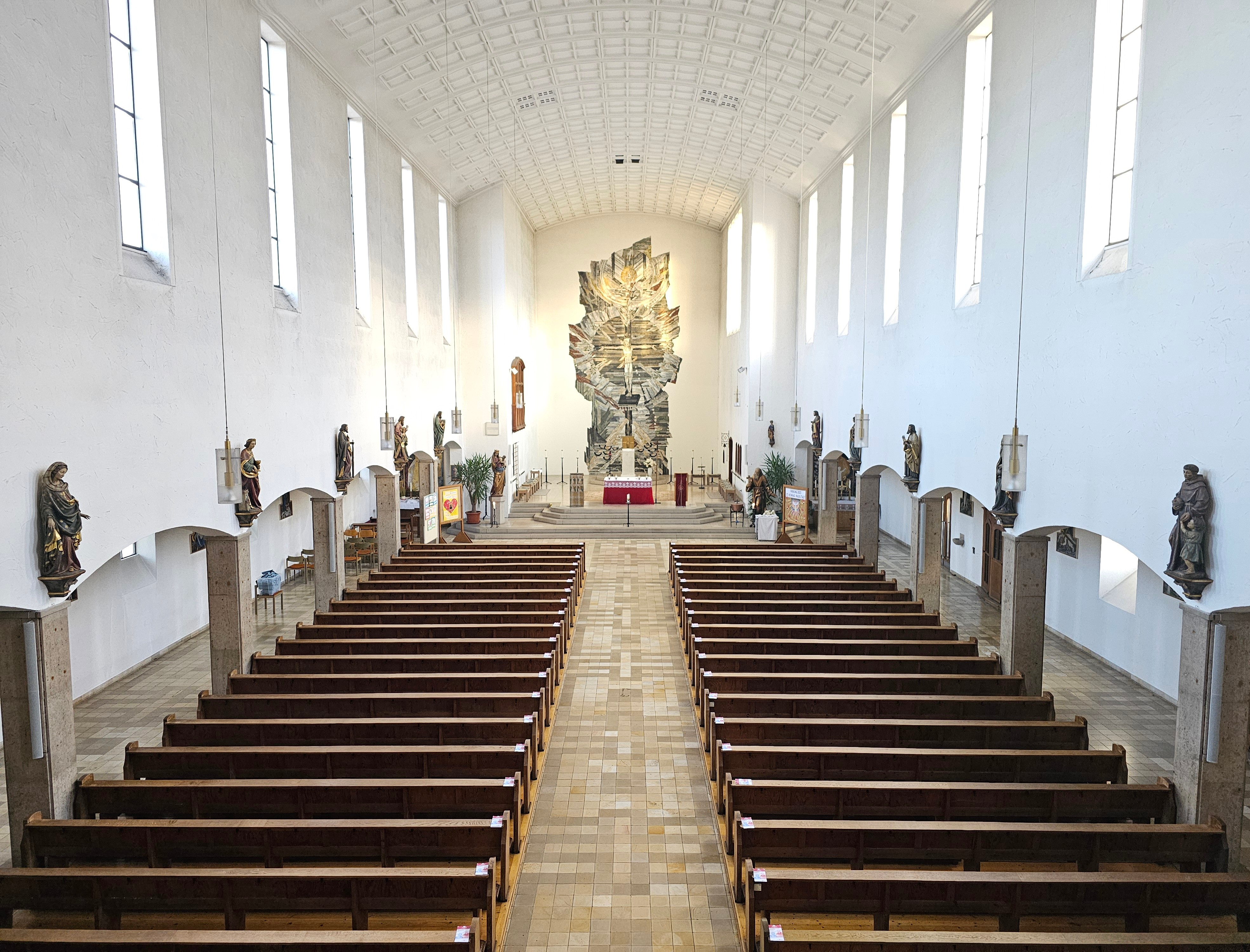
Innenraum (2023)

St. Konrad ist eine römisch-katholische Kirche im Osten der bayrischen Stadt Ingolstadt.

## Geschichte
Nach dem Zweiten Weltkrieg setzte, bedingt durch den Zuzug Heimatvertriebener, eine rege Bautätigkeit ein. Die Kapazität der Pfarrei St. Joseph wurde den gestiegenen Anforderungen nicht mehr gerecht, sodass von dem Architekten Paul Juraschko und dem damaligen Stadtbaurat Wilhelm Lutter eine neue Pfarrkirche geplant wurde.
Die Grundsteinlegung der neuen Kirche St. Konrad erfolgte am 21. Juli 1951 durch Domkapitular Klebl beim Pionierwäldchen. Die Baustelle war damals noch von unbebauten Feldern umgeben. Die St.-Konrad-Kirche wurde am 30. Oktober 1952 von Bischof Joseph Schröffer geweiht und dem Patrozinium Konrad von Parzham unterstellt. Sie gehört zu den vielen modernen Kirchenbauten Ingolstadts. Im klar gestalteten Inneren ist das 12 Meter hohe Steinmosaik im Altarraum ein Blickfang. Am 1. August 1953 wurde die Kirche zur Pfarrkirche erhoben. Zwischen 1978 und 1980 wurde die Kirche umgebaut. 2015 erfolgte eine Innensanierung nach einem kleineren, durch Brandstiftung verursachten Brand.
Die Kirche St. Konrad ist in der Liste der Baudenkmäler in Ingolstadt eingetragen.

## Architektur

### Außenraum
Der römisch-katholische Kirchenbau ist eine Basilika mit stark überhöhtem Mittelschiff. Die Treppentürme flankieren den Eingangsvorbau im Westen. Die Kirche besitzt einen leicht eingezogenen Rechteckchor und ein im Nordöstlichen beigestellten 36 Meter hohem Glockenturm.

### Weitere Räumlichkeiten
An der Kirche befinden sich  mehrere Gemeinderäume und an den Chor angrenzend ein Pfarrsaalanbau. Am Pfarrhaus ist rechtwinklig ein Satteldachbau angeschlossen.

## Orgel

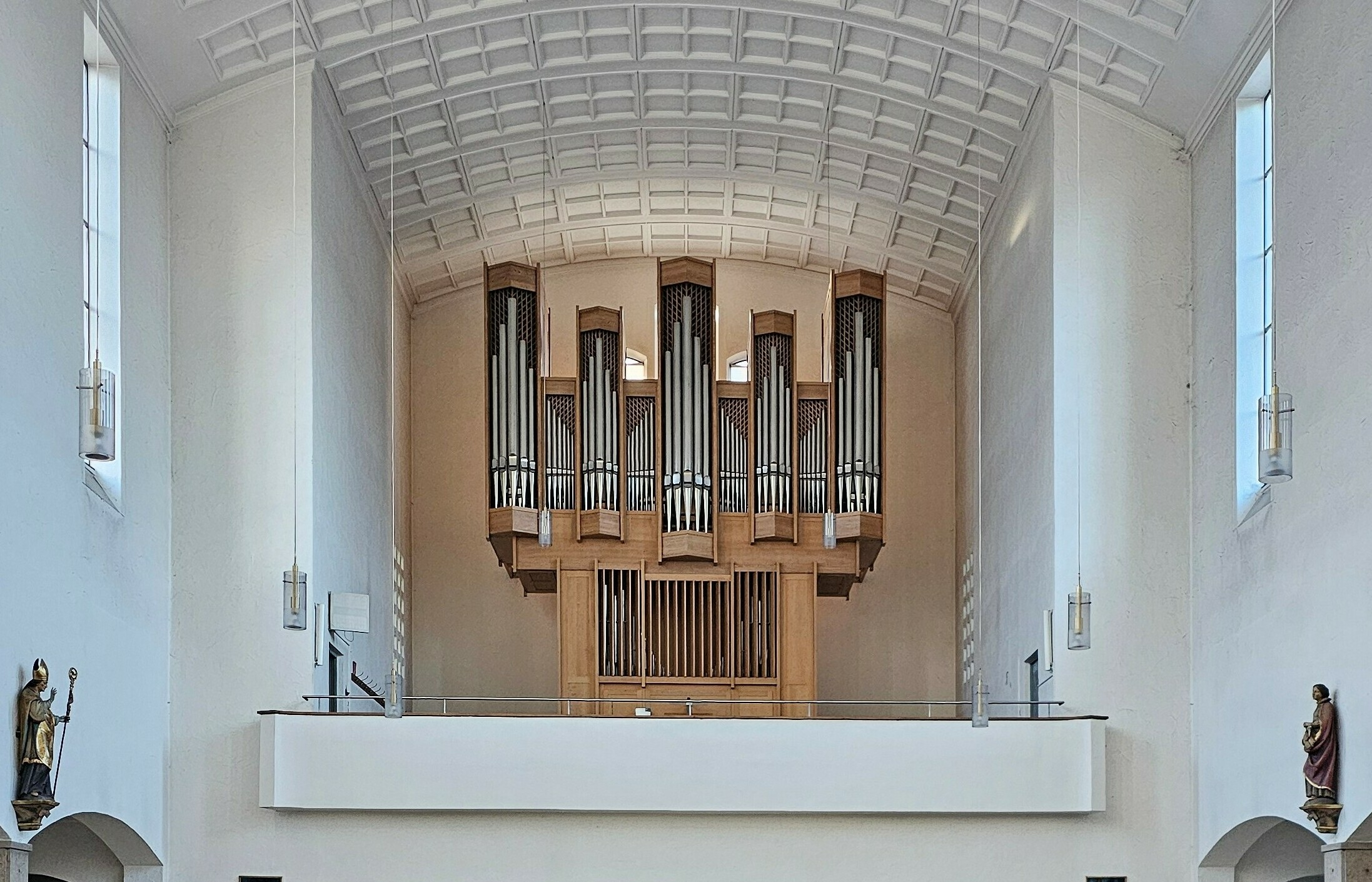
Orgel (2023)

Die Orgel ist ein Werk von Johannes Karl & Sohn aus Aichstetten von 1990. Das mechanische Schleifladeninstrument umfasst 27 Register auf drei Manualen und Pedal, wobei das unterste Manual als Koppelmanual ausgeführt ist. Eine Sanierung erfolgte nach dem Kirchenbrand 2015. Die Disposition lautet:
| II Hauptwerk C–g3 |       |
| Bourdon           | 16′   |
| Prinzipal         | 08′   |
| Gedeckt           | 08′   |
| Gamba             | 08′   |
| Oktave            | 04′   |
| Spitzflöte        | 04′   |
| Quinte            | 2 ⁄3′ |
| Superoktav        | 02′   |
| Mixtur IV         | 1 ⁄3′ |
| Trompete          | 08′   |

| II Schwellwerk C–g3 |        |
| Rohrflöte           | 8′     |
| Salicional          | 8′     |
| Suavial             | 8′     |
| Principal           | 4′     |
| Blockflöte          | 4′     |
| Nasat               | 2 ⁄3′  |
| Waldflöte           | 2′     |
| Terz                | 1 3⁄5′ |
| Larigot             | 1 ⁄3′  |
| Plein Jeu IV        | 2′     |
| Oboe                | 8′     |
| Tremulant           |        |

| Pedal C–f1     |       |
| Subbaß         | 16′   |
| Prinzipalbaß   | 08′   |
| Gedecktbaß     | 08′   |
| Choralbaß      | 04′   |
| Hintersatz III | 2 ⁄3′ |
| Posaune        | 16′   |

- Koppeln: Koppelmanual, I/P, II/P

## Glocken
Im Turm hängen größtenteils historisch wertvolle Glocken, welche die Metallablieferungen der beiden Weltkriege überstanden haben:
| Nr. | Name             | Schlagton   | Gewicht | Durchmesser | Gussjahr | Gießer                      |
| 1   | Konradglocke     | ges1 +7/16  | 775     | 1.060       | 1965     | Schilling, Heidelberg       |
| 2   | Friedensglocke   | as1 +7/16   | 500     | 950         | 1617     | Sergius Hofmann, Liegnitz   |
| 3   | Kreuzglocke      | b1 +7/16    | 357     | 840         | 1601     | Urban Schober/Merten Weigel |
| 4   | Laurentiusglocke | des 2 +7/16 | 185     | 675         | 1775     | Anton Schweiger, Glatz      |